# Юртин, Борис Олегович
Борис Олегович Ю́тин (р. 29 ноября 1932, г. Чита) — белорусский архитектор.

## Биография
В 1958 окончил Львовский политехнический институт. В 1958—1963 работал в институте «Кузбассгорпроект» в Новокузнецке, в 1963—1971 годах у Алма-Ате, в 1971—1973 годах зам начальника ГАПУ Минского горисполкома, в 1973—1990 гадах работал в Минскпроекте.
Член Союза архитекторов СССР с 1962 года. Живёт в Минске.

## Творчество
Составил с коллегами проекты Нижнеостровской площадки в Новокузнецке, микрорайон № 1, 2 в г. Новоалейске, № 10 в Сайраке, Коктеме, а также в Алма-Ате.
Основные работы: набережная Свислочи (1976—1990), проспект Рокосовского (1975—1977), спорткомплекс Трудовые резервы (1980—1984), Слепянское водно-парковое полукольцо 1989), реконструкция крупнейших улиц Минска.

## Награды
- Госпремия СССР 1989 за создание архитектурно-паркового ансамбля «Слепянское полукольцо».

## Семья
Супруга — Вера Ильинична, архитектор.